# 猛可丞相
猛可丞相（？—1476年），即鄂尔多斯的猛可，是15世纪后半叶东部蒙古鄂尔多斯部的领主。他以丞相身份效力于孛羅忽，后被癿加思兰等人杀害。

## 生平
1460年代后半叶，东蒙古势力强大的毛里孩和摩伦汗被杀后，蒙古陷入缺少强权人物的汗位空位期。在此背景下，躲过也先对孛儿只斤氏杀戮的孛羅忽，渡过黄河进入鄂尔多斯地区，与当地势力强大的阿罗出少师结成同盟。孛羅忽麾下的猛可丞相也渡过黄河进攻大同西部，明朝视此为威胁，加强了大同西部的防御。
1470年代，蒙古势力在孛羅忽、满都鲁、癿加思兰三位权贵的主导下重新整合。明憲宗成化十一年（1475年），孛羅忽、满都鲁、癿加思兰联合猛可丞相向明朝派遣使者，可见猛可为蒙古重要领主。成化年间，进入鄂尔多斯地区（河套）的孛羅忽、满都鲁、癿加思兰、阿罗出及猛可丞相等人频繁侵扰明朝，邻近鄂尔多斯的榆林等地受害加剧。势力壮大的孛羅忽与猛可丞相计划诛杀阿罗出少师以完全掌控鄂尔多斯，但鄂罗出提前察觉并逃脱。
随后势力扩张的癿加思兰试图拥立孛羅忽为汗，遭其拒绝后，满都鲁在癿加思兰支持下即位。因满都鲁无子嗣，孛羅忽想要成为他的继承人。成化十二年（1476年），满都鲁与癿加思兰突袭并诛杀孛羅忽及其重臣猛可丞相、满都知院，吞并了他们的势力。
蒙古编年史《黄金史綱》中记载，“鄂尔多斯的猛可”与哈答不花二人向摩伦汗与毛里孩进献假情报，导致双方互相残杀。摩伦汗被毛里孩杀死后，摩伦汗之妻悲歌痛斥弑逆之祸源于猛可与哈答不花。此记载中的 “鄂尔多斯的猛可（Ordos-yin Möngke）” 与明朝史料中 “猛可丞相” 的活动时期、所属部族（鄂尔多斯部）一致，被认为是同一人物。